# Use Your Illusion I
Use Your Illusion I é o terceiro álbum de estúdio da banda norte-americana de hard rock Guns N' Roses.
Este foi um dos dois álbuns lançados em conjunto com a turnê Use Your Illusion, sendo o outro álbum intitulado Use Your Illusion II, de modo que  eles são tidos como um único álbum duplo. Com este lançamento, o Guns N' Roses virou uma das maiores bandas dos anos 90. O álbum estreou em primeiro lugar nas listas da Billboard, vendendo mais de 960 mil cópias no dia de lançamento, recorde nunca superado por nenhum artista solo ou banda na história da música. Cada um dos álbuns de Use Your Illusion foi certificado como disco de platina 7 vezes pela RIAA. E vendeu cerca de 18 milhões de cópias em todo o mundo. A revista Spader Music listou o álbum em uma de suas maiores colunas.
O álbum é o primeiro a contar com o baterista Matt Sorum vindo da banda inglesa The Cult e também é o primeiro a contar com o tecladista Dizzy Reed, sendo também o primeiro a não contar com a participação do baterista Steven Adler.

## Análise
Os álbuns Use Your Illusion representam uma virada no som do Guns N' Roses. Embora eles não tenham abandonado as tendências hard rock de seu primeiro álbum, Appetite for Destruction, o Use Your Illusion I trouxe pela primeira vez elementos de blues, música clássica e country. Por exemplo, o vocalista Axl Rose toca piano em várias faixas de ambos os álbuns. Ainda, com a turnê Use Your Illusion, tanto a presença de palco quanto a música da banda se tornaram mais teatrais, na tradição do rock progressivo. Tal fato é evidenciado pelos vários videoclipes produzidos em conjunto com o álbum. Use Your Illusion I contém duas das três músicas, "November Rain" e "Don't Cry", dos videoclipes considerados pelos fãs como uma trilogia. A terceira música, "Estranged", está no Use Your Illusion II.
Muitas das faixas do álbum foram escritas nos primórdios da banda, mas não haviam sido incluídas em Appetite for Destruction, embora possam ser encontradas na Rumbo Tapes, uma das primeiras demos da banda. "Back Off Bitch", "Bad Obsession", "Don't Cry" (citada por Axl durante a turnê como "a primeira música que eles escreveram juntos"), "November Rain" e "The Garden" são consideradas parte deste conjunto. Também há um cover de "Live and Let Die".
Além de diferenças estilísticas, um outro aspecto observado no Use Your Illusion I é a duração de algumas músicas. "November Rain" é uma balada épica de quase 9 minutos, e "Coma" tem mais de 10 minutos. Outra mudança foi a presença de músicas cantadas por outros membros da banda (embora algumas músicas em Appetite for Destruction e G N' R Lies tenham dois vocais em dueto). "Dust N' Bones", "You Ain't the First" e "Double Talkin' Jive" foram cantadas pelo guitarrista Izzy Stradlin. No Use Your Illusion II, Izzy canta "14 Years" e o baixista Duff McKagan canta "So Fine".
A banda encontrou dificuldades em obter a sonoridade final dos álbuns, especialmente durante a etapa de mixagem. De acordo com uma reportagem da revista Rolling Stone de 1991, após mixar 21 faixas com o engenheiro e produtor Bob Clearmountain, a banda decidiu largar as mixagens e recomeçar do zero com o engenheiro Bill Price, famoso por ter trabalhado com os Sex Pistols.
Slash afirmou que a maior parte das músicas do álbum foi composta num violão em algumas noites em sua casa (a Walnut House), após muitos meses de inatividade.

## Faixas
| N.º            | Título                          | Compositor(es)                       | Duração |  |
| 1.             | "Right Next Door To Hell"       | Axl Rose, Izzy Stradlin, Timo Kaltio | 3:02    |  |
| 2.             | "Dust N' Bones"                 | Slash, Stradlin, Duff McKagan        | 4:59    |  |
| 3.             | "Live and Let Die"              | Paul McCartney, Linda McCartney      | 3:03    |  |
| 4.             | "Don't Cry" (Versão original)   | Rose, Stradlin                       | 4:44    |  |
| 5.             | "Perfect Crime"                 | Rose, Slash, Stradlin                | 2:23    |  |
| 6.             | "You Ain't the First"           | Stradlin                             | 2:37    |  |
| 7.             | "Bad Obsession"                 | Stradlin, West Arkeen                | 5:28    |  |
| 8.             | "Back Off Bitch"                | Rose, Paul Tobias                    | 5:04    |  |
| 9.             | "Double Talkin' Jive"           | Stradlin                             | 3:22    |  |
| 10.            | "November Rain"                 | Rose                                 | 8:56    |  |
| 11.            | "The Garden" (com Alice Cooper) | Rose, Arkeen, Del James              | 5:21    |  |
| 12.            | "Garden of Eden"                | Rose, Slash                          | 2:41    |  |
| 13.            | "Don't Damn Me"                 | Rose, Slash, Dave Lank               | 5:19    |  |
| 14.            | "Bad Apples"                    | Rose, Slash, Stradlin, McKagan       | 4:28    |  |
| 15.            | "Dead Horse"                    | Rose                                 | 4:18    |  |
| 16.            | "Coma"                          | Rose, Slash                          | 10:13   |  |
| Duração total: | Duração total:                  | Duração total:                       | 76:05   |  |

## Créditos
- W. Axl Rose - vocais e piano
- Slash - guitarra solo
- Izzy Stradlin - guitarra base, vocais de apoio
- Duff McKagan - baixo, vocais de apoio
- Matt Sorum - bateria
- Dizzy Reed - teclados e vocais de apoio

Músicos de sessão
- Shannon Hoon - vocais de apoio em "Live and Let Die", "You Ain't The First", "November Rain" e "The Garden"; back up vocals em "Don't Cry"
- Johann Langlie - programação em "Live and Let Die", "November Rain" e "Garden of Eden"; efeitos sonoros em "Coma"
- Michael Monroe - harmônica, saxofone em "Bad Obssesion"
- Reba Shaw - vocais de apoio em "November Rain"
- Stuart Bailey - vocais de apoio em "November Rain"
- Jon Thautwein, Matthew McKagan, Rachel West & Robert Clark - trompa em "Live and Let Die"
- Tim Doyle - pandeireta em "You Ain't the First"
- Alice Cooper - vocais em "The Garden"
- West Arkeen - guitarra acústica em "The Garden"
- Bruce Foster - efeitos sonoros em "Coma"

## Desempenho nas paradas
| Chart                    | Maior posição |
| ------------------------ | ------------- |
| Australian Albums Chart  | 2             |
| Austrian Albums Chart    | 2             |
| Canadian Albums Chart    | 1             |
| French Albums Chart      | 18            |
| New Zealand Albums Chart | 2             |
| Norwegian Albums Chart   | 3             |
| Swedish Albums Chart     | 3             |
| Swiss Albums Chart       | 3             |
| UK Albums Chart          | 2             |
| U.S. Billboard 200       | 2             |

| Chart (1990–99)    | Posição |
| ------------------ | ------- |
| U.S. Billboard 200 | 71      |

## Vendas e certificações
| País           | Empresa      | Certificação | Vendas     |
| -------------- | ------------ | ------------ | ---------- |
| Alemanha       | IFPI         | 2× Platina   | 1,000,000+ |
| Argentina      | CAPIF        | 5× Platina   | 300,000+   |
| Áustria        | IFPI         | 2× Platina   | 100,000+   |
| Bélgica        | BEA          | 2× Platina   | 100,000+   |
| Brasil         | ABPD         | Platina      | 250,000+   |
| Canadá         | Music Canada | Diamante     | 1,000,000+ |
| Estados Unidos | RIAA         | 7× Platina   | 7,000,000+ |
| Finlândia      | IFPI         | Platina      | 67,662+    |
| França         | SNEP         | Platina      | 436,600+   |
| Japão          | (RIAJ)       | 2× Platina   | 400,000+   |
| México         | AMPROFON     | Platina      | 350,000+   |
| Nova Zelândia  | RIANZ        | Platina      | 15,000+    |
| Reino Unido    | BPI          | 2× Platina   | 300,000+   |
| Suécia         | IFPI         | Platina      | 100,000+   |
| Suíça          | IFPI         | 2× Platina   | 100,000+   |